# Onofrio Loseto
Onofrio Loseto (Bari, 9 marzo 1960) è un ex calciatore italiano, di ruolo centrocampista.

## Carriera
Cresciuto nel Bari, nell'estate del 1978 svolge la preparazione pre-campionato con il Matera, giocando con i lucani una partita di Coppa Italia di Serie C prima di rientrare a Bari a fine preparazione. Nel 1979 viene ceduto in prestito per un anno allo Squinzano in Serie C2; dal 1980 torna nel capoluogo pugliese e gioca con continuità per cinque stagioni (di cui una in Serie C1, conclusasi con la vittoria del campionato, e le altre in Serie B). Ha segnato la rete decisiva nel derby Foggia-Bari (0-1) del 1984.
Nel 1985 si trasferisce al Pescara dove dopo due stagioni in Serie B conquista la promozione in Serie A nel 1987 e poi milita con continuità nella successiva annata in massima serie, conclusasi con la salvezza degli abruzzesi.
Nel 1988 passa alla Cremonese dove conquista la sua seconda promozione in Serie A, e l'anno successivo, dopo la prima partita in massima serie, verrà ceduto dai grigiorossi al Catanzaro dove milita una stagione in Serie B, prima di passare all'Empoli dove disputa la sua ultima stagione professionistica in Serie C1.
In carriera ha totalizzato 24 gettoni in Serie A e 167 gare (con 2 gol) in Serie B.

## Palmarès
- Campionato italiano Serie C1: 1

Bari: 1983-1984
- Campionato italiano di Serie B: 1

Pescara: 1986-1987